# 森五郎
森 五郎（もり ごろう、1887年3月7日 - 1961年1月25日）は、日本のホーリネス教会の牧師。中田重治から後継者に指名され、きよめ教会を受け継ぐ。戦後基督聖協団を創立する。

## 生涯

### 初期・宇都宮時代
栃木県宇都宮市大田原に生まれ、栃木県立宇都宮農学校の3年生の時に同級生の蘆谷重常に導かれ、1903年(明治36年)アーネスト・キルボルンの宇都宮の福音伝道館で求道を始めた。そして、山崎亭治と車田秋次ら電信技士と共にキルボルンのバイブル・クラスに出席するようになり、キリスト教に入信し、山崎と車田と同じ日に中田重治から洗礼を受けた。

### 日本ホーリネス教会時代
後に、1906年(明治39年)に柏木聖書学院に入学する、1907年(明治40年)に徴兵検査を受け、甲種合格で2年間軍隊生活を行う。
復学して柏木聖書学院を卒業し、福音使(牧師)になった。
1909年(明治42年)に結婚し、札幌の福音伝道館の主任者になった。仁平豊次という弁護士の家に落ち着いて、後に時計台の前にある日本組合基督教会の空き屋の教会を300円で購入して、500円で修理して教会活動を始めた。すると、メソジスト教会、日本聖公会の信者や長老役員などが集まってきた。その中には板垣征四郎の兄の板垣賛造もいた。
この事態に札幌の各派の牧師たちは反感を持った。1910年7月に中田重治と渡辺善太が巡回して来た時、各派の牧師たちは中田をYMCAに呼んで教会裁判のような詰問を行った。中田は「世界はわれらの教区である」とウェスレーの言葉を引用して反論したが、物別れになってしまった。
その後、次第に各教会との関係は回復した。特に、日本基督教会の札幌北一条教会の牧師高倉徳太郎とは良好な関係になった。
その後、仙台、名古屋などのホーリネスの教会で牧師をした。
1917年(大正6年)日本ホーリネス教会が設立された時、横浜ホーリネス教会の牧師をしていた。1936年(昭和11年)ホーリネス分裂事件の時には、中田側につく。そして、中田の重要な側近になる。

### きよめ教会時代
1939年(昭和14年)の中田重治の死去の直前に、中田終身監督の後継者としてきよめ教会の会長に指名される。
中田の死後、会長として、1941年の日本基督教団統合まで、2年間きよめ教会を指導する。日本基督教団に参入する前に、日本自由基督教会と合同した。
1940年(昭和15年)に上海きよめ教会の牧師として赴任する。

### 日本基督教団時代
1941年(昭和16年)に日本基督教団が成立すると、第9部に所属する。
1942年(昭和17年)今まで、別々に活動してきた日本聖教会ときよめ教会が合同して大陸教会になった。森が日本人伝道部長に就任し、松村導男が支那人伝道部長になる。その直後、ホーリネス弾圧事件が起きて、検挙された。1944年12月の判決に対して上告する。巣鴨拘置所で、車田秋次と同じ房に入れられる。
特別高等警察の取り調べで、ヨーロッパから逃れてきたユダヤ人を救助したことを咎められた。

### 基督兄弟団時代
1949年(昭和22年)、田中敬止、谷中廣美と共に基督兄弟団を設立する。1955年(昭和30年)に練馬教会（練馬グレースチャペル）を設立する。

### 基督聖協団時代
1958年(昭和33年)、基督兄弟団を離脱して、きよめ教会を受け継ぐ団体としての、基督聖協団を創設して、初代主管者になる。娘婿の谷中と共に基督聖協団の発展に貢献する。
中田監督の「イスラエルの回復のために祈れ」とのビジョンに従って、イスラエル再建前の1931年から祈り続けてきた。その娘谷中さかえは、1948年のイスラエル共和国の成就の報を聞き、涙を流して主イエスの御名を讃えた。

## 著書
- 『基督教式典礼文』（1976年）いのちのことば社